# 아오시마 슌사쿠
아오시마 슌사쿠(일본어: 青島俊作)는 1997년 1월 ~ 3월에 후지 TV 계열에서 방송된 드라마 《춤추는 대수사선》 및 그 극장판의 주인공으로, 배우 오다 유지가 연기하는 가공의 인물이다.

## 프로필
- 경시청 경부보. 완간경찰서 (가공의 관할) 형사과 강력계 계장
- 1967년 12월 13일생[1], AB형
- 본적 : 도쿄도 스기나미구
- 자택 : 고토구 신키바
- 최종학력 : 아오야마 학원 경제학부 졸업
- 자격증 : 특수 무선기사 (을종)[2], 유도 2단
- 특기 : 접대, 영업

이하는 춤추는 대수사선 THE MOVIE3 녀석들을 해방하라! PERFECT BOOK에 따른 것이다.
| 1990년 | 3월  | 아오야마 학원 대학 경제학부 졸업                                    |
|        | 4월  | 신바시・마이크로 시스템 입사                                        |
| 1993년 | 1월  | 일신상의 사정으로 퇴사                                              |
|        | 4월  | 경시청 순사로 임명                                                  |
| 1994년 | 4월  | 네리마 경찰서(練馬警察署) 지역과                                    |
| 1995년 | 10월 | 순사부장 승진                                                       |
| 1997년 | 1월  | 완간경찰서 형사과 강력계                                            |
|        | 3월  | 네리마 경찰서 지역과 (사쿠라바시 파출소)                            |
|        | 12월 | 완간경찰서 형사과 강력계 복귀                                       |
| 1998년 | 6월  | 해외단기연수출장 (1개월간 미국 LA 시경)                             |
| 2001년 | 9월  | 해외 여행 (캐나다 에드먼턴)                                         |
| 2002년 | 4월  | 해상 자위대 요코스카(横須賀) 지방대 (1개월간 잠수함 사건 잠입 수사) |
|        | 11월 | 단기 인사 교류: 경시청 총무부 기획과 범죄 피해자 지원실             |

경시총감상 2회 (광역 자전거 도둑 검거)
| 기술 | 권총조작법 | 초급 C+ |
|      | 이동경관   | 초급 C  |
|      | 체포술     | 초급 C+ |
|      | 응급처치   | 초급 C- |

| 자격 | 보통 자동차 면허      |
|      | 특수무선기사 (을종)   |
|      | 세일즈 활동           |
|      | 접대                  |
|      | 유도 2단              |
| 취미 | 모델건, 손목시계 수집 |

## 인물
예전에는 컴퓨터 시스템 개발 회사의 넘버원 세일즈맨이었지만, 경찰 드라마의 형사를 동경하여 경찰관이 되었다.
항상 시민을 먼저 생각하고, 자신의 신념에 따라 행동하는 요즘에는 보기 힘든 사람. 조직 내부의 모순과 관료주의에 맞서 위의 명령을 무시하고 단독 행동을 종종 하기 때문에 문제아로 취급받고 있다. 기본적으로 승진시험이나 출세에 관심이 없다. 무로이 신지가 높은 자리에 올라가 현장의 형사들이 올바른 일을 할 수 있도록 해주기를 바라고 있다.
TV 시리즈 최종회에서는 징계처분으로 다시 파출소로 가게 되지만 열심히 일하고 있다.
연말 특별 경계 스페셜에서 무로이 신지의 도움으로 겨우 완간서에 돌아오게 되지만, 돌아오자 마자 각 과의 과장들이 문제아인 아오시마를 받아 들이고 싶지 않아서 이리 저리 돌고 돌다가 결국 끝에는 형사과로 돌아오게 된다.
초여름 교통 안전 스페셜에서는 미국 LA에 출장 가 있는 상태로, 작품 끝부분에 잠깐 등장한다.
가을의 범죄 박멸 스페셜에서는 영업사원 시절의 경험을 살려 잠입 수사를 통해 범인을 잡아내기도 한다.
극장판 THE MOVIE에서는 범인의 어머니가 아들을 보호하기 위해 아오시마를 칼로 찌르지만 다행히 중상에 그쳤고, "사건은 회의실에서 일어나는 게 아니야! 현장에서 일어나는 거야!"라는 명대사를 남겼다.
춤추는 대서울선 시점에는 캐나다의 에드먼턴에 여행을 가있는 상태로 등장하지 않는다.
THE GAME에서는 무로이 신지의 지휘 아래 컴퓨터 기술자로 잠입하여 잠수함에서 일어난 사건을 조사하고 범인을 체포한다. 하지만 이 때 직권 남용이 문제시 되었다.
THE MOVIE2에서는 영화 초반 SAT와 모의 훈련 시 SAT를 이겨버려서 완간서 전원이 감봉되는 원인을 제공하기도 한다.
2006년 5월 오리콘이 실시한 "남성이 뽑은 드라마의 주인공의 직업 중 동경하는 순위 조사"에서 아오시마 형사가 1위에 뽑혔다.

## 아오시마의 코트
아오시마가 경찰관이 된 날에 구입한 코트로, 가게 주인이 경찰관이기 때문에 싸게 해준 것이라고 밝히고 있다. 그래서인지 아오시마는 경찰관이 된 날부터 지금까지 오랫동안 입고 있다. THE MOVIE 2에서는 THE MOVIE에서 아오시마가 찔렸을 때에 생긴 구멍은 깔끔하게 수선되어있다. 사건 뒤에 세탁소에 보냈다. 참고로 극중에서 오다 유지가 입고 있는 것은 특별 주문한 것으로 주머니의 위치가 일반 판매용과 다르다.
미 육군에서 나온 코트이지만 TV 시리즈에서는 나카타 상점(中田商店)제가 사용되었다. 그 뒤 다른 업체로 변경되었다. 공개 전, 후지 TV에서 나카타 상점에 코트에 대해 '진짜 군용 신품','진짜 중고', '레플리카(복제)' 이렇게 3종류가 있다고 했는데, 오다 유지가 레플리카를 원한다고 하여 레플리카가 사용되었다. '진짜'와 '레플리카'의 외관상의 차이는 지퍼의 색깔 정도이다. 군용은 지퍼 부분이 은색이지만 레플리카는 그렇지 않다. TV 스페셜에서 (유니온 트레이딩 (주)〈구 마키노 상사〉제의 M-51 코트：미 육군에서 1951년 정식 채용)을 사용했다. 어깨 부분에 견장이 있다는 점에서 보듯이 캐주얼 코트라기 보다는 군용 코트로, 총 매니아인 아오시마다운 아이템이라고 할 수 있다. 실용적인 군용코트답게 안쪽에 솜이 들어간 라이너(옵션)을 단추로 장착할 수 있게 되어있다.또한, THE MOVIE 2에서 이 코트는 3벌(이 중 1벌은 피를 묻힌 것)을 준비하여, 교대로 착용하였다.
THE MOVIE2, THE MOVIE3 개봉 당시, 후지 TV 공식 춤추는 대수사선 웹사이트에서 아오시마 코트 복제품(레플리카)이 판매되었다. 코트의 등부분에 실루엣, 오다 유지의 사인 등이 인쇄되어 있다. 유사품도 시중에 나와 있지만, 유니온 트레이딩에서 여러 차례 복제품을 판매하고 있다. 사인・실루엣이 있는 것은 초회 한정품이다.
여담이지만, 춤추는 대수사선 가을의 범죄 박멸 스페셜에서는 범인 호송중에 들른 상점에서 강도들과 마주쳤을 때, 그 강도 중 1명이 아오시마의 코트와 비슷한 색상과 비슷한 디자인의 것(M65 (필드자켓)으로 보인다)을 입고 있어서, 가게에 잠입한 아오시마는 숨어있던 점원에게 범인으로 오해받아 관절 기술을 당하는 처지가 되기도 하였다.

## 참고 자료
- 춤추는 대수사선 완간경찰서사건부 (키네마준보사, 키네준무크, 1998년 10월 31일)
- 춤추는 대수사선 THE MOVIE 시나리오 가이드북 (키네마준보사, 키네준무크, 1999년 4월 17일)
- 춤추는 대수사선 THE MOVIE 2 레인보우 브릿지를 봉쇄하라! 시나리오 가이드북 (키네마준보사, 키네준무크, 2003년 9월 16일)
- 춤추는 대수사선 연구파일 (후소샤 문고, 후지 TV 출판, 2003년 5월 30일)
- 춤추는 대수사선 THE MOVIE 2 레인보우 브릿지를 봉쇄하라! 완전 조서 오다이바 연속 다발 사건 특별 수사 본부보고서 (가도카와 서점, 2003년 7월)
- 춤추는 대수사선 THE MOVIE 3 녀석들을 해방하라! PERFECT BOOK

## 같이 보기
- 춤추는 대수사선
- 춤추는 대수사선 등장인물